# Tommaso di Somma
Tommaso Maria di Somma, più noto come marchese di Circello, (Circello, 2 marzo 1737 – Napoli, 28 marzo 1826), è stato un politico italiano, primo ministro del Regno delle Due Sicilie.

## Biografia
Secondogenito di Gennaro Maria di Somma principe di Colle, ereditò il titolo di marchese di Circello col quale è noto. Fece degli studi alquanto sommari in gioventù. Nel 1757 fu ammesso nella compagnia delle guardie del corpo reali ed ebbe modo di stringere amicizia col giovane sovrano Ferdinando. Fece in seguito una brillante carriera nell'esercito, in diplomazia e in politica soprattutto grazie all'amicizia col sovrano. Fu ministro a Copenaghen (1775), poi a Vienna, a Parigi (dal 1786 al 1793). Fu testimone di grandi eventi e partecipò a complotti e congiure, svolgendo spesso una politica contraria agli interessi del suo paese, ma riuscendo sempre a mantenere le posizioni acquisite e la fiducia dei suoi sovrani, i quali tuttavia lo ritenevano un ministro fedele, ma inetto, inoffensivo e facile da condizionare e utilizzare. Per William Drummond, ministro inglese a Napoli dal 1801 al 1803 e a Palermo dal 1806 al 1808, «nessuno era più inadatto per gli affari esteri di Circello», mentre per Luigi Blanch Circello «di poco acume e scarso di conoscenze positive, era lodevole per il carattere», per Pietro Colletta, «il marchese Circello, veterano della monarchia assoluta [...], fu timido nei pericoli, superbo nelle venture, sempre tristo».
Fu nominato Ministero degli affari esteri e segretario di Stato ad interim da Ferdinando IV di Borbone, con un decreto emanato il 4 giugno 1815 a bordo del vascello inglese The Queen, ancorato nel porto di Baia, ancor prima di rientrare a Napoli dalla Sicilia. La sua politica ultrareazionaria determinò un intervento moderatore su re Ferdinando del cancelliere austriaco Metternich in seguito al quale il 27 giugno 1816 venne licenziato il principe di Canosa, il più focoso interprete di quella politica e alla Presidenza del Consiglio fu nominato di nuovo Luigi de' Medici di Ottajano mentre, come al solito, Circello ne uscì indenne conservando il ministero degli esteri.
Il di Somma ebbe un ruolo di primo piano anche negli eventi successivi alla concessione della Costituzione del 1820 da parte di Ferdinando I. Lo stesso giorno (6 luglio 1820) in cui il re ne annunciò la concessione di Somma, pur dichiarando al re di essere «estatico», iniziò a inviare all'estero dispacci in cui comunicava che ogni atto del re era da considerarsi nullo perché compiuto sotto costrizione, invocando perciò l'intervento austriaco. Prima ancora che le truppe del Frimont invadessero il Regno, di Somma fu nominato da Lubiana capo del governo e, ad occupazione avvenuta (marzo 1821), poté governare il regno delle Due Sicilie secondo i suoi principi: pieno appoggio al Canosa e alle sue sadiche misure contro i Carbonari, approvando addirittura l'uso della frusta e le condanne sommarie a morte perché «i morti sono quelli che non parlano più, né possono turbare la quiete dei viventi». I rapporti del di Somma con gli ambasciatori della Santa Alleanza, che in base ai deliberati del congresso di Lubiana controllavano in effetti l'azione del governo napoletano, restarono tuttavia molto tesi: ai primi di giugno 1822 di Somma venne sostituito agli esteri dal cavaliere Alvaro Ruffo, ambasciatore a Vienna. Piuttosto che accettare l'umiliazione di una retrocessione, di Somma preferì dimettersi dalle cariche venendo sostituito alla presidenza del consiglio dal moderato Luigi de' Medici di Ottajano.